# 長征5号
長征5号（ちょうせい5ごう、中: 长征五号、英: Long March 5、略: CZ-5, LM-5）は、中華人民共和国の中国運載火箭技術研究院 (CALT) が開発した大型の打ち上げロケット。

## 概要
長征5号の開発目的は20年後、30年後の中国のLEO・GTOミッションで要求されうるペイロード性能を満たすことである。長征5号はミッションに応じた6つの異なるバージョンが計画され、それぞれが現在使用中の長征2号・3号・4号を代替する予定だったが、その後は長征5号の技術を応用しつつも当初の計画とは若干構成の異なる長征6号や7号が登場しており、長征5号の運用開始時期にはすでにそちらが一部の打ち上げに使われはじめている。しかし従来の長征2/3/4シリーズが年間20機以上に打ち上げ回数を増やしているのに対し、それぞれ2015年や2016年から運用が始まった長征5/6/7シリーズの打ち上げは2020年を迎える頃になっても累計でそれぞれ2回か3回ずつしか実績がなく、まだ置き換えという状況には達していない。

## 開発
長征5号計画は2001年2月に初めて公表されたが、当初は2002年に開発を開始し、2008年までに初号機タイプの運用を開始するとしていた。しかし、開発者の話によれば開発予算が最終的に認められたのは2007年であったという。
新型のエンジンYF-77とYF-100の開発が航天推進技術研究院 (AALPT) により2000年から2001年の間に始まり、2005年に中国国家航天局が試験を開始し、2007年の中頃に試験に成功した。ロケットの第1段に限って言えば2009年までに完成予定だったが、射場となる文昌衛星発射センターは2012年までに完成予定にないため、初打ち上げは2015年以降になると予想されていた。
一時は2015年以前に打ち上げ目標を早めていたようだが、直径が5mある1段の液体水素タンク構造の開発に難航したため、2013年4月の段階で打ち上げは2015年以降に、そしてさらに2016年へと延期された。
文昌衛星発射センターまでのロケットの運搬問題は、天津市の浜海新区近郊に新しいロケット製造施設を建設し、製造されたロケットを文昌衛星発射センターまで海上輸送する事で解決した。この新しいロケット製造施設は50万m2の敷地を有し、45億元の費用をかけて建設される。
まず2016年に運用が開始されたのは、静止衛星や月・惑星探査機の打ち上げに適した構成の長征5号だった。その後、宇宙ステーションなど近地球軌道に適した構成である長征5号乙 (CZ-5B)については、2018年になって試作品の開発が始まった。後者も2020年5月に打ち上げが成功し、運用を開始した。

## 設計

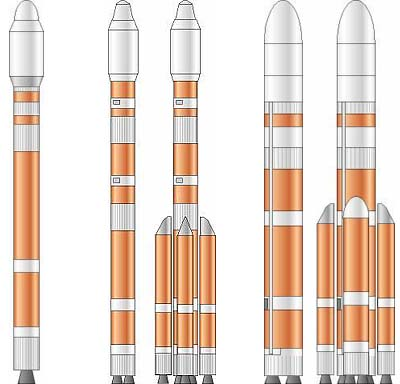
長征5号シリーズ: CZ-200, CZ-320 と CZ-504

長征5号は直径2.25mと3.35mと5mの3種類の基本モジュールで構成される予定だった。計画では、コアステージには直径5mのモジュールを採用し、ブースターには直径2.25mと3.35mの2種類を採用することになっていた。直径2.25mのブースターには、推力120t級の液体酸素/ケロシンエンジンYF-100が1基、直径3.35mのブースターにはYF-100が2基取付けられる予定とされた。直径5mのコアステージの1段目には推力50t級の液体酸素/液体水素エンジンYF-77が2基取付けられる。2段目にはYF-75エンジンの改良型のYF-75Dが使用される。長征5号の最大のバージョンで全長62m、打ち上げ時の重量802トンとなる。
エンジンの開発は2000年から2001年に開始され2005年から中国国家航天局 (CNSA) の監督下で試験される。YF-77とYF-100の両方のエンジンの試験は2007年半ばに試験に成功した。
打ち上げ能力はLEOに最大25,000 kg、GTOに最大14,000kgであり、2016年の運用開始時点ではデルタ IV ヘビーに次ぐ、世界で2番目に大きい打ち上げ能力を持つロケットだった。その後、2018年にスペースX社がファルコンヘビーロケットの運用を開始して以降は3番目の規模になった。
長征5号の最大の形式は5m径のコアと4機の3.35m径のブースターを使用するもので、後年に長征五号乙（長征5号B）と呼ばれることになる構成が運用を開始してからは、低軌道へ25トン投入する能力を有する。
当初の計画は若干修正されており、2.25mブースターは長征7号で先行して使われ、長征5号には3.35mブースターを用いる構成が使われることになった。2016年の運用開始時点での長征5号のバリエーションは従来計画のCZ-5Eに相当するCZ-5/長征五号（無印）と、CZ-5B/長征五号乙の2種類のみになっている（オプションの上段の有無を含めれば3種類）。

### 諸元
運用中
| バージョン          | CZ-5                       | CZ-5B                      |
| ------------------- | -------------------------- | -------------------------- |
| ブースター          | CZ-5-300（YF-100×2基）×4本 | CZ-5-300（YF-100×2基）×4本 |
| 第一段              | CZ-5-500（YF-77×2基）      | CZ-5-500（YF-77×2基）      |
| 第二段              | CZ-5-HO（YF-75D×2基）      | --                         |
| 第三段 (オプション) | 遠征2号                    | --                         |
| 推力 (地上)         | 10565 KN                   | 10565 KN                   |
| 打上重量            | 867 t                      | 837 t                      |
| 高さ                | 62 m                       | 53.66 m                    |
| 積載 (LEO 200 km)   | --                         | 最大25 t                   |
| 積載 (GTO)          | 最大14 t                   | --                         |
| 出典                |                            |                            |

従来計画
| ヴァージョン           | CZ-5A                                       | CZ-5B                 | CZ-5C                 | CZ-5D                                       | CZ-5E                 | CZ-5F                 |
| ---------------------- | ------------------------------------------- | --------------------- | --------------------- | ------------------------------------------- | --------------------- | --------------------- |
| ブースター             | 2本×K2-1 (YF-100×1基) 2本×K3-1 (YF-100×2基) | 4本×K3-1 (YF-100×2基) | 4本×K2-1 (YF-100×1基) | 2本×K2-1 (YF-100×1基) 2本×K3-1 (YF-100×2基) | 4本×K3-1 (YF-100×2基) | 4本×K2-1 (YF-100×1基) |
| 第1段                  | H5-1 (YF-77×2基)                            | H5-1 (YF-77×2基)      | H5-1 (YF-77×2基)      | H5-1 (YF-77×2基)                            | H5-1 (YF-77×2基)      | H5-1 (YF-77×2基)      |
| 第2段                  | -                                           | -                     | -                     | H5-2 (YF-75D×2基)                           | H5-2 (YF-75D×2基)     | H5-2 (YF-75D×2基)     |
| 離昇時推力             | 825 tf (8,087kN)                            | 1067 tf (10,454 kN)   | 583 tf (5,717 kN)     | 825 tf (8,087 kN)                           | 1067 tf (10,454 kN)   | 583 tf (5,717 kN)     |
| 重量（発射時）         | 623 t                                       | 785 t                 | 459 t                 | 643 t                                       | 802 t                 | 483 t                 |
| 全長                   | 50 m                                        | 52 m                  | 45 m                  | 59 m                                        | 62 m                  | 54 m                  |
| ペイロード (LEO200 km) | 18 t                                        | 25 t                  | 10 t                  | --                                          | --                    | --                    |
| ペイロード (GTO)       | --                                          | --                    | --                    | 10 t                                        | 14 t                  | 6 t                   |

### コアステージの落下
長征5号（無印）のような二段式以上のロケットの場合、上段ステージを軌道に乗せることが下段ステージの役割であり、下段ステージは軌道に乗らずに射場近海や自国領内に落下する設計である。一方で衛星の結合されている最上段ロケットは衛星と共に周回軌道に到達するのが普通で、この場合は地球上のどこへ落下するか分からないが、最上段ロケットは規模が小さく地上への被害は考えにくいため、これまでは特に問題にはならず、上段ロケットは衛星軌道上に投棄されることが過去の慣例となっていた。ただし近年はスペースデブリを減らすために制御落下させるロケットがトレンドとなりつつあり、長征シリーズでも実験には成功している。
これに対して単段式の長征5号Bの場合は第一段に相当するロケットが最終段を兼ねているため、巨大なコアステージそのものが周回軌道に到達するという珍しい仕様である。このため、巨大な構造物である分だけ再突入時に燃え尽きずに地上に到達する部品も多く発生するという問題が生じる。これを制御落下させなくても地上に有意な被害の生じる確率はなお低いとされるが、2020年5月の打ち上げではコートジボワールで家屋に被害が発生したと言われている。しかし2022年7月の3回目の打ち上げ時点でも制御落下や情報共有が行われておらず、どこへ落下するか分からないため、長征5号Bは打ち上げのたびにアメリカなどから繰り返し批判される事態に陥っている。懸念されたコアステージの落下時期と地点には以下のようなものがある。
- 5B-遥1 - 打ち上げ7日後（5月12日）、コートジボワール[14]。
- 5B-遥2 - 打ち上げ10日後（5月9日）、モルディブ近海[16]。
- 5B-遥3 - 打ち上げ7日後（7月31日）、フィリピン近海[18]。
- 5B-遥4 - 打ち上げ4日後（11月4日）、メキシコ沖[19]。中部南太平洋と北東太平洋に2回に分けて落下しており、空中分解した可能性が指摘されている[20]。

## ギャラリー

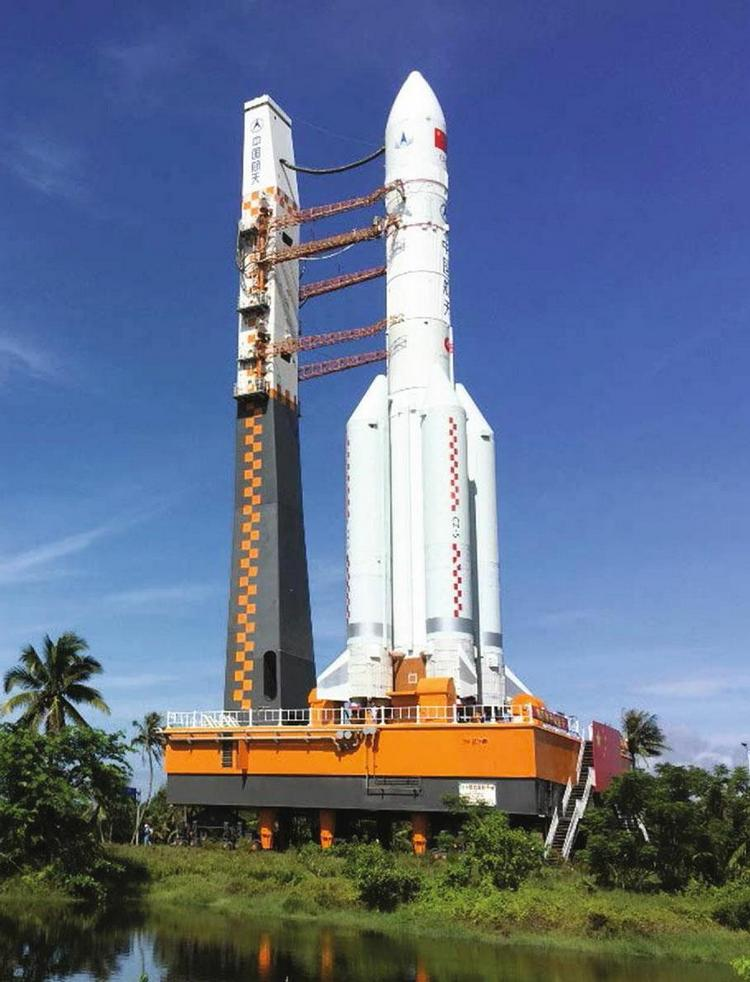
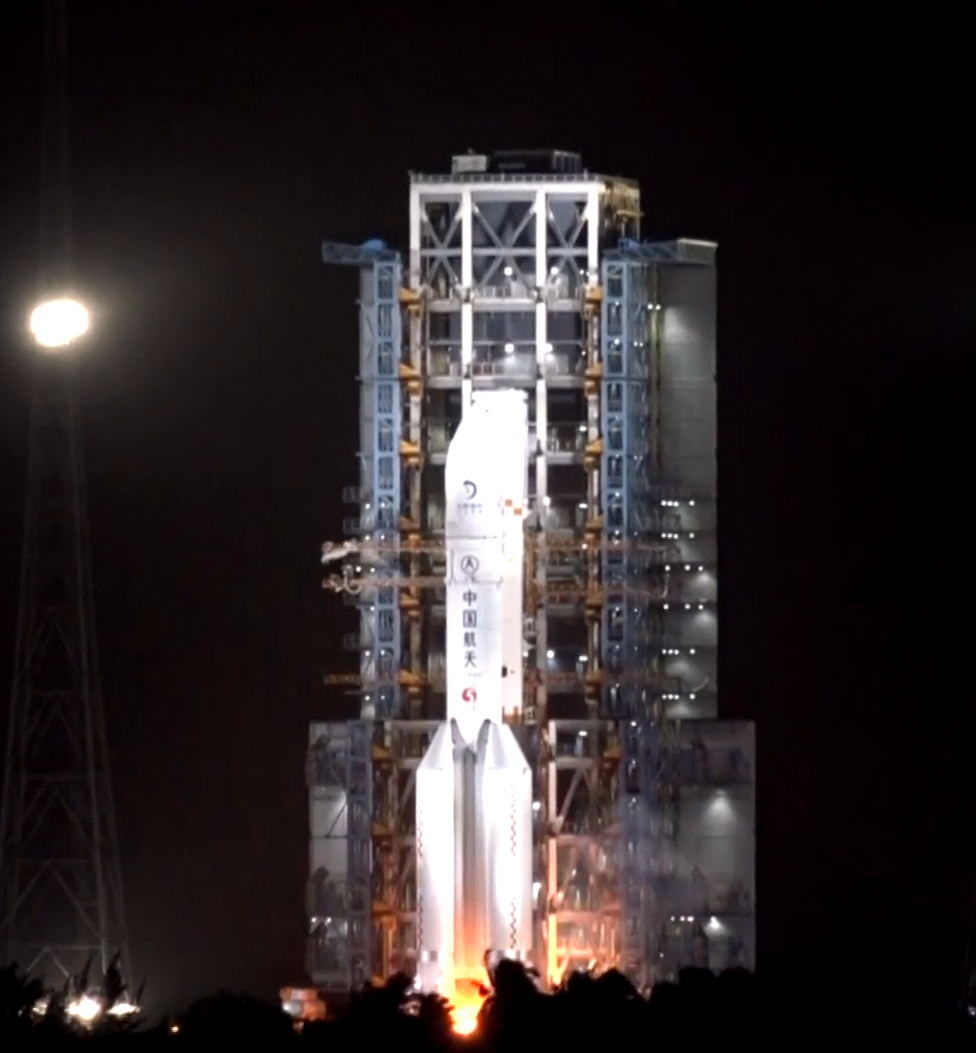
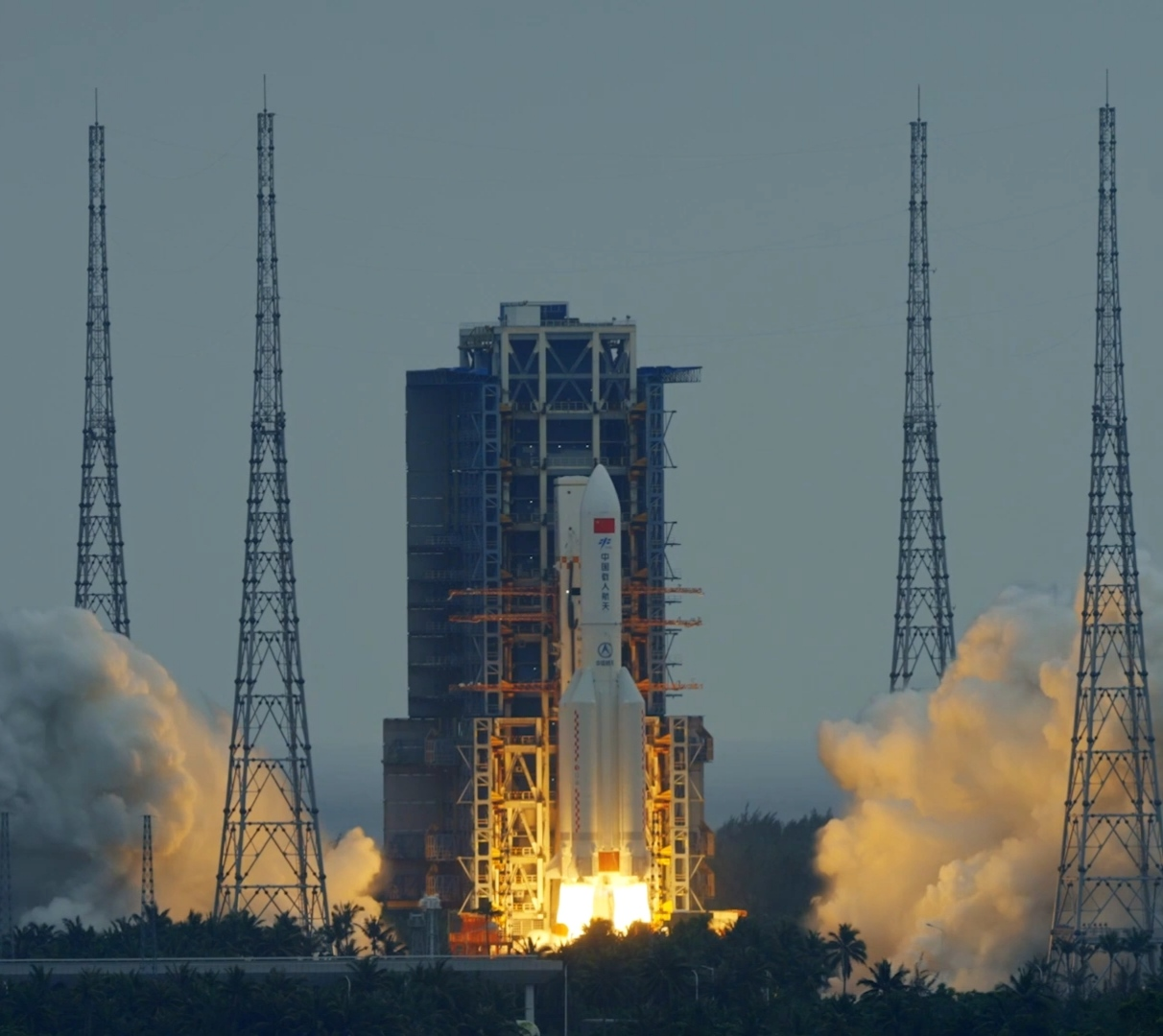
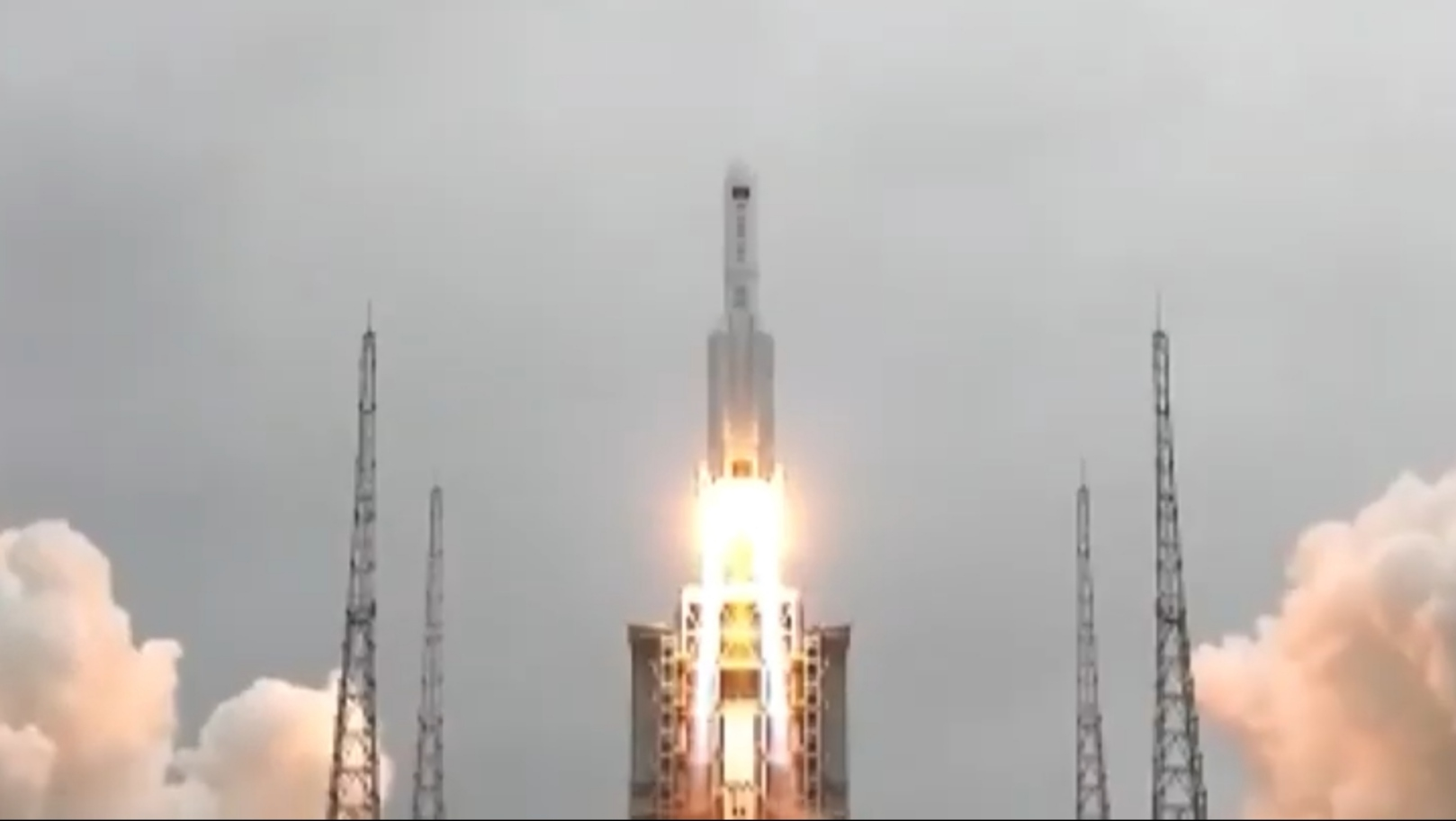

## 打ち上げ一覧
| 機体番号 | 打ち上げ日時 (UTC)      | 射場                | 型式            | 積荷                                                               | 軌道 | 成否 | 備考                                                           |
| -------- | ----------------------- | ------------------- | --------------- | ------------------------------------------------------------------ | ---- | ---- | -------------------------------------------------------------- |
| 遥1      | 2016年11月3日 12:43     | 文昌衛星発射場 LA-1 | 長征5号/遠征2号 | 実踐17号                                                           | GEO  | 成功 |                                                                |
| 遥2      | 2017年7月2日 11:23      | 文昌衛星発射場 LA-1 | 長征5号         | 実踐18号                                                           | GTO  | 失敗 | 一段目の液体水素・液体酸素エンジンのタービン排気装置の異常作動 |
| 遥3      | 2019年12月27日 12:45    | 文昌衛星発射場 LA-1 | 長征5号         | 実踐20号                                                           | GTO  | 成功 |                                                                |
| 5B-遥1   | 2020年5月5日 10:00      | 文昌衛星発射場 LA-1 | 長征5号B        | 次世代有人宇宙船試験機ソフトインフレータブル荷物回収カプセル試験機 | LEO  | 成功 |                                                                |
| 遥4      | 2020年7月23日 04:41     | 文昌衛星発射場 LA-1 | 長征5号         | 天問1号                                                            | TMI  | 成功 |                                                                |
| 遥5      | 2020年11月23日 23:30    | 文昌衛星発射場 LA-1 | 長征5号         | 嫦娥5号                                                            | TLI  | 成功 |                                                                |
| 5B-遥2   | 2021年4月29日 03:23     | 文昌衛星発射場 LA-1 | 長征5号B        | 天和コアモジュール                                                 | LEO  | 成功 |                                                                |
| 5B-遥3   | 2022年7月24日 06:22:32  | 文昌衛星発射場 LA-1 | 長征5号B        | 問天実験モジュール                                                 | LEO  | 成功 |                                                                |
| 5B-遥4   | 2022年10月31日 07:37:23 | 文昌衛星発射場 LA-1 | 長征5号B        | 夢天実験モジュール                                                 | LEO  | 成功 |                                                                |
| 遥6      | 2023年12月15日 13:41    | 文昌衛星発射場 LA-1 | 長征5号         | 遥感41号                                                           | GSO  | 成功 |                                                                |
| 遥7      | 2024年2月23日 11:30     | 文昌衛星発射場 LA-1 | 長征5号         | TJS 11                                                             | GTO  | 成功 |                                                                |
| 遥8      | 2024年5月3日 9:27       | 文昌衛星発射場 LA-1 | 長征5号         | 嫦娥6号 ICUBE-Q                                                    | TLI  | 成功 | ICUBE-Qはパキスタンの小型月探査機。                            |